# Curnonsky

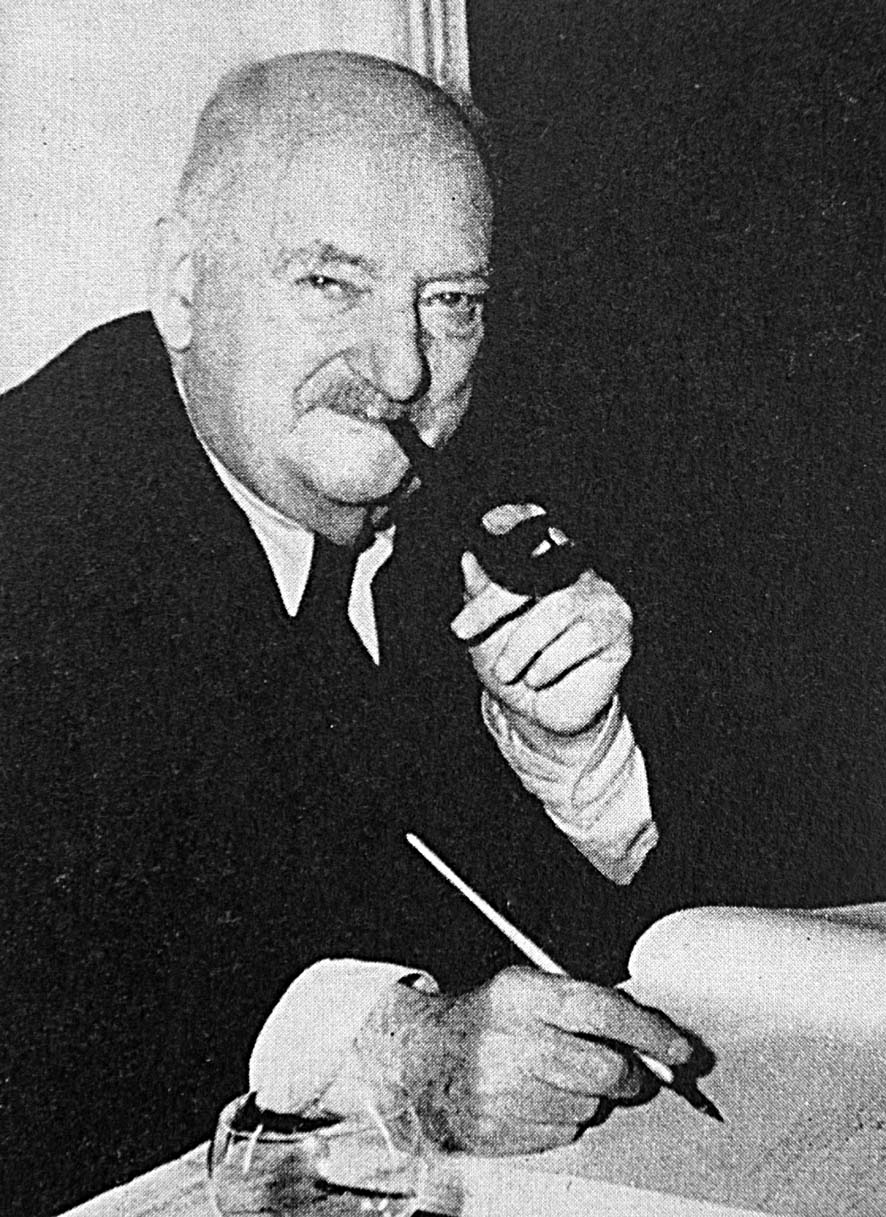
Curnonsky

Curnonsky, właśc. Maurice Edmond Sailland (ur. 12 października 1872 w Angers, zm. 22 lipca 1956 w Paryżu) – francuski pisarz, smakosz, satyryk i krytyk kulinarny, nazywany „księciem gastronomii”. Najsłynniejszy pisarz gastronomiczny w XX-wiecznej Francji. Wynalazca i propagator turystyki gastronomicznej. Uczeń Henri-Paula Pelleprata, francuskiego szefa kuchni i współzałożyciela szkoły gastronomicznej Le Cordon Bleu.

## Życiorys
Urodził się w Angers. Osierocony przez matkę i porzucony przez ojca trafił pod opiekę babci. Jako osiemnastolatek przeprowadził się do Paryża, aby przygotować się do studiów i szkolić się w zawodzie dziennikarza. Zaczął pisać artykuły do czasopism, takich jak „La Vie Parisienne”, „Le Music-Hall illustré du matin” i „Comoedia”. W 1895 r. podjął współpracę z Willym, pierwszym mężem Colette, jako jego ghostwriter. Pisał dla niego powieści, opowiadania oraz teksty prasowe. W tym czasie poznał też Paula-Jeana Touleta, z którym napisał trzy powieści: Le Breviaire des courtisanes, Le Métier d’amant i Demi-Veuve. Był także autorem tekstów reklamowych dla firm Pyrex, Primagaz, Frigidaire, Roquefort i Michelin. Publikował regularnie w „Le Journal” i „Le Matin”. Po Wystawie Powszechnej w 1900 roku jako członek delegacji dziennikarskiej wyjechał na Daleki Wschód, gdzie odkrył i zachwycił się kuchnią chińską. W 1921 r. we współpracy z Marcelem Rouffem zaczął publikować panoramiczną La France gastronomique. Dzieło zaplanowane na 32 tomy ostatecznie ukazało się w 28 w związku z nagłą śmiercią Rouffa. Zwieńczeniem monumentalnej pracy obejmującej przegląd kuchni regionalnych oraz najlepszych francuskich restauracji stał się opublikowany wspólnie z Austinem de Croze Le Trésor gastronomique de France. Répertoire complet des spécialités gourmandes des 32 provinces françaises (1933). W 1929 r. skupił swoje wysiłki na stworzeniu Académie des Gastronomes. W maju 1934 r. wziął udział w przygotowaniu dwumiesięcznika „La France à table” poświęconego tematowi Turystyki i Stołu, został kierownikiem literackim pisma. W 1938 r. w Belgii zainicjował działalność Club de la bonne auberge, który później przekształcił się w Club des gastronomes, a w 1997 r. decyzją króla Alberta II został przemianowany na Club Royal des gastronomes en Belgiques. Po wybuchu II wojny światowej opuścił Paryż i zamieszkał w Riec-sur-Belon w Bretanii. Pod koniec wojny wrócił do stolicy i wznowił działalność dziennikarską. W lipcu 1947 r. wraz z Madeleine Decure wprowadził na rynek prasowy miesięcznik „Cuisine de France” (od 1948 r. „Cuisine et Vins de France”), który dał początek publikacji Cuisine et Vins de France. 3000 recettes les plus réputées des régions de France (Larousse, 1953, liczne wznowienia do 1987 r.). W 1950 r. został mianowany Wielkim Mistrzem Honorowym w powołanej na nowo do życia Chaîne des Rôtisseurs, wkrótce potem także honorowym prezesem założonej w 1954 r. Association professionnelle des chroniqueurs et informateurs de la gastronomie et du vin. Zmarł 22 lipca 1956 r. Przyczyną śmierci był upadek z okna jego mieszkania, które mieściło się na trzecim piętrze kamienicy przy placu Henriego Bergsona 14 w Paryżu. Został pochowany na cmentarzu w Beauchamp (Dolina Oise).

## Pseudonim
Nazwa własna „Curnonsky” powstała na bazie łaciny: cur + non (dlaczego nie?) oraz rosyjskiego przyrostka -sky. W 1895 roku, kiedy Sailland ukuł ten przydomek, w Paryżu panowała moda na wszystko, co rosyjskie. Z czasem zaczął używać skróconej wersji pseudonimu: Cur. 16 maja 1927 r. z inicjatywy Pierre’a Chapelle’a z przeglądu „La Bonne Table, Bon Gîte” Curnonsky został wybrany Księciem gastronomów.

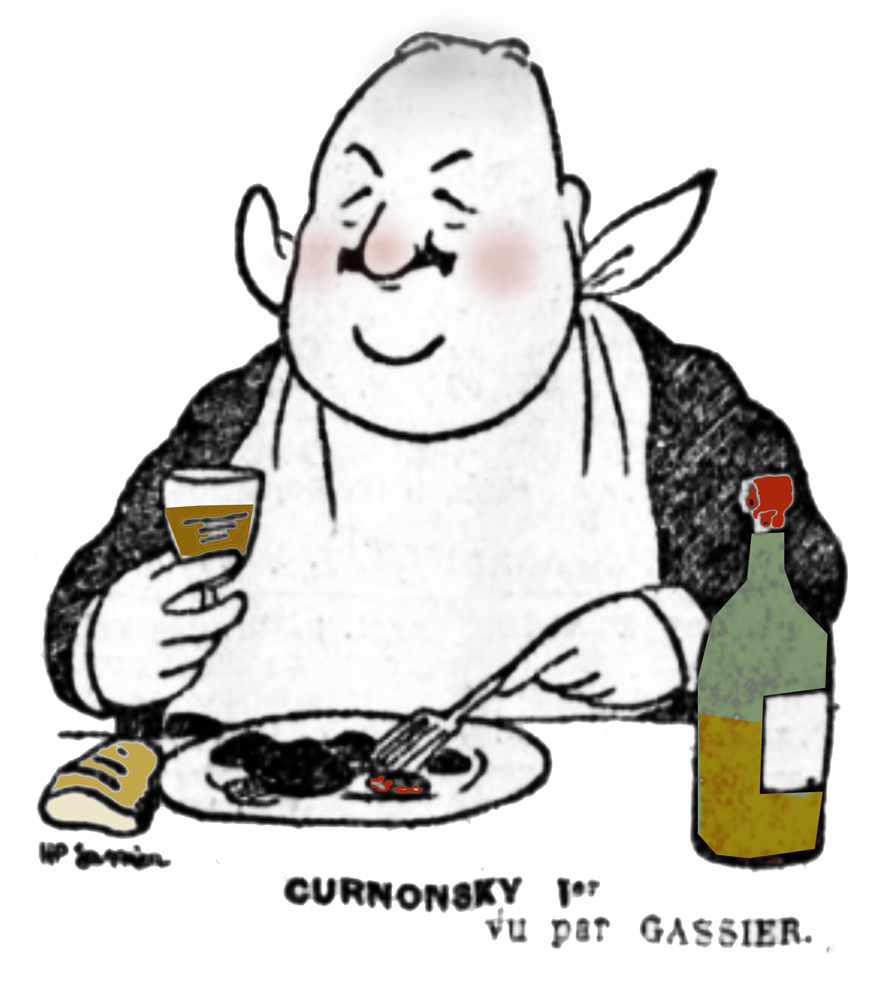
Karytatura Curnonsky’ego, Paris-soir, 7 grudnia 1927.

## Gastronomia oczami Curnonsky’ego
Curnonsky to człowiek pióra i praktykujący smakosz: prowadzi głównie nocne życie, nie je obiadów, wieczory spędza w restauracjach lub u przyjaciół, gdzie nawiązuje mnóstwo nowych znajomości. Późną nocą pisze i nigdy nie kładzie się spać przed siódmą rano. W jego małym mieszkaniu nie ma kuchni. „Znam takich nieszczęśników, jak książę gastronomów, którzy nigdy nie jedzą w domu, ponieważ nie mają jadalni, piwnicy z winami, kuchni, kucharza ani kucharki”.

### Wiedza i praktyka
Gastronomia jest wiedzą rozumową, ale przede wszystkim praktyką. W czasach Curnonsky’ego i za jego sprawą powstają liczne akademie, kluby, stowarzyszenia oraz bractwa gastronomiczne. Gastronomia nie jest nauką spekulatywną: „Gastronomia jest Religią w prawdziwym tego słowa znaczeniu, tworzy więź między ludźmi”, stwierdza.

### Element tożsamości
Jedyną odnoszącą sukcesy gastronomią jest francuska – twierdzą zgodnie szwajcarski przyjaciel Curnonsky’ego Marcel Rouff oraz Belgowie Maurice Maeterlinck i Maurice des Ombiaux. To samo odnosi się do win i serów. „Dusza i duch narodu wyraża się przede wszystkim poprzez jego geniusz kulinarny” (formuła Gastona Derysa, podjęta przez Curnonsky’ego). Dyskurs ma wyraźnie esencjalistyczne zabarwienie, Françoise Hache-Bissette i Denis Saillard przybliżają Curnonsky’ego do konserwatystów – Léona Daudeta i Roberta Courtine’a, powracają odniesienia do wielkich klasyków, spadkobierców Antonina Câreme’a. Zdaniem Curnonsky’ego kuchnia chińska „jest jedyną, która może równać się z naszą”. Kuchnie innych krajów oraz etykieta przy stole (szczególnie amerykańska: „słuchać jazzu jedząc, o zgrozo!”, Stany Zjednoczone to „kraj, w którym wino jest zabronione”), fałszerstwa (podrabiany niemiecki camembert) są postrzegane jako zagrożenie, tak samo jak innowacje. Niebezpieczeństwo stanowią również dewiacje snobizmu: „na początku tego stulecia wybitnej i tysiącletniej wyższości kuchni francuskiej zagroziły dwie plagi: snobizm kuchni anonimowej i kosmopolitycznej, który szalał we wszystkich pałacach i karawanserajach tego świata oraz staromodny smak skomplikowanej i nazbyt ozdobnej kuchni, która miała tendencję do maskowania smaków i aromatów oraz prezentowania pod dziwacznymi i pretensjonalnymi nazwami potraw, w których chemia mieszała się z kuglarstwem”.

### Proste, ale nie tak proste
Słynne zdanie: „Główną zasadą każdej prawdziwej kuchni jest to, że rzeczy smakują tym, czym są” zapisał Georges Poumot, szef kuchni w restauracji przy ulicy Saint-Roch, 33. Curnonsky przytoczył je w artykule opublikowanym w „Paris-soir” 26 stycznia 1930 r. w kontekście tematu intrasauces doktora Gauducheau. Była to nowa technika polegająca na wstrzykiwaniu sosu do mięsa przed jego ugotowaniem. Dzięki temu powstawały takie dania jak królik o smaku zająca czy udziec barani o smaku jelenia. Dla Poumota była to „zabawa w chowanego”, „sztuczka”. Aprobując ją, Curnonsky nie broni jednak kuchni minimalistycznej. Szczyci się, że jest mistrzem prostego gotowania i odczuwa „wstręt do potraw, które nie smakują tym, czym są”. Preferuje dwudaniowe, a nawet jednodaniowe posiłki z niewielką ilością wina: „posiłek nigdy nie powinien być ostentacyjny”. Opowiada się za uproszczeniem nazw dań w kartach restauracyjnych. W Défense et Illustration de la Cuisine Simple (1933) nic jednak nie jest proste. Curnonsky najpierw przeciwstawia się fałszywej grande cuisine pałaców, „najgorszej ze wszystkich”, twierdząc, że woli skromną potrawkę z zająca bądź jagnięciny, po czym na tej samej stronie dodaje, że wspomniana grande cuisine osiągnęła doskonałość pod ręką wielkich szefów kuchni: Escoffiera (wtedy jeszcze żyjącego), Montagné’go, Cartona czy Colombiera. Przyrządzanie dań, które smakują tym, czym są – kontynuuje – to „kuchnia mieszczańska, sumienna i oparta na długim gotowaniu, którą robi się czasem, masłem i geniuszem”.

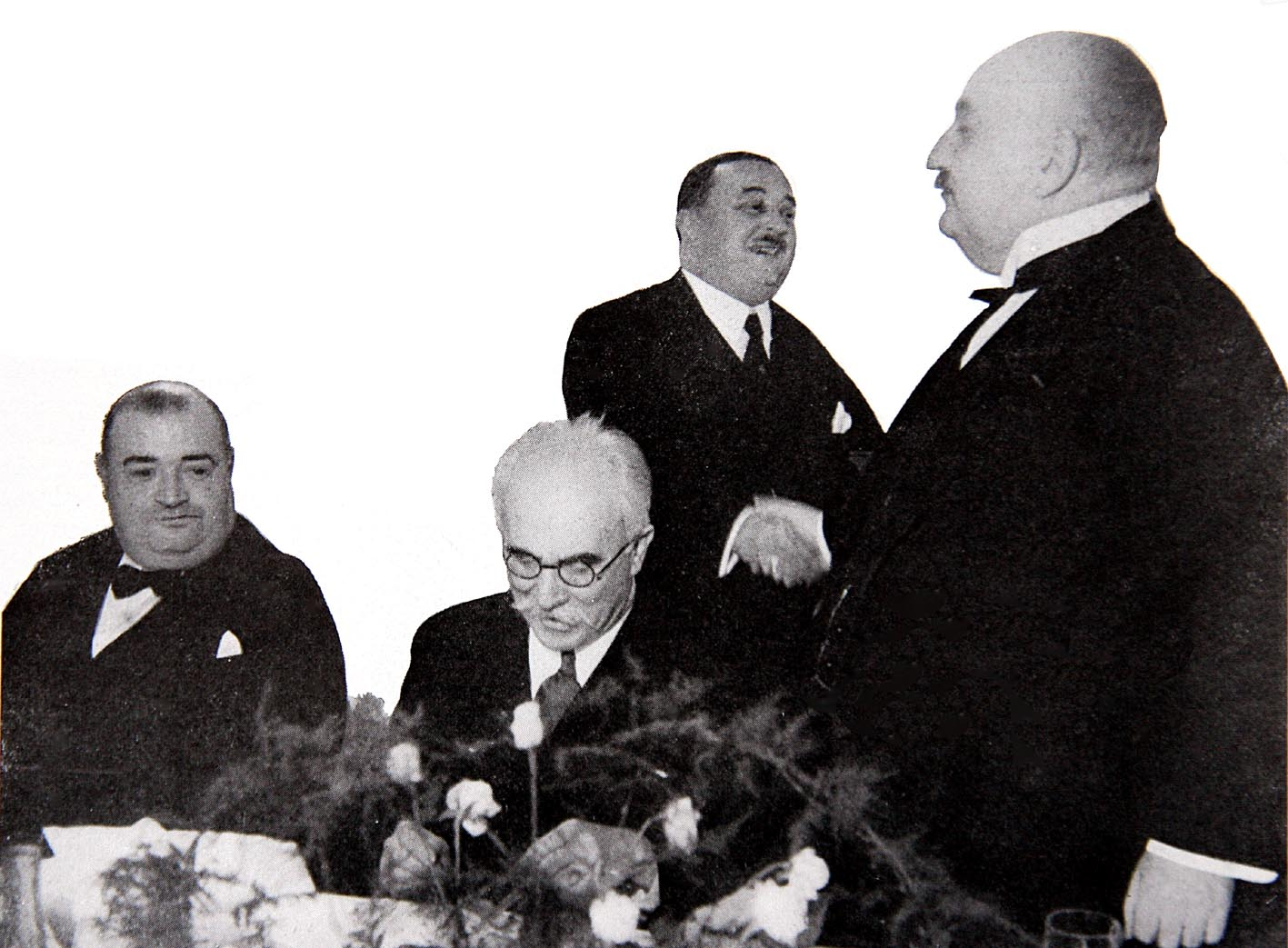
ostatnie słowo księcia (od lewej: André Robine, Édouard de Pomiane i Curnonsky), Figaro illustré, listopad 1932.

### ...i nie jednolite
Wraz ze swobodą i mobilnością, jaką dawały pociągi i samochody, narodziły się turystyka i przewodniki. Curnonsky, niestrudzony poszukiwacz dobrych adresów, zajmuje wraz z Marcelem Rouffem i Austinem de Croze „miejsce honorowe, jeśli chodzi o zasługi dla kuchni regionalnych”.
Był zagorzałym regionalistą i działaczem na rzecz rodzimego Anjou. Dużo czasu poświęcił na odwiedzanie restauracji na prowincji, poznawanie kuchni różnorodnych, charakterystycznych i zakorzenionych. W 1922 r. przypadkowo w bretońskim Riec-sur-Bélon odkrył talent kulinarny Mélanie Rouat. Znalazł u niej schronienie podczas II wojny światowej, delektując się m.in. faszerowanymi małżami czy ragoût z okonia. W Paryżu jego ideałem były małe sąsiedzkie restauracje, bistra ze smacznym jedzeniem, jak na przykład kuchnia pani Guénot przy ulicy de la Banque i łpopisowe danie zakładu – pieczeń barania z salsefią.

### Gastronomadyzm
Curnonsky uważał, że „gastronom musi podróżować jako turysta, naukowiec, artysta, uczciwy człowiek, ale także w celach szczególnie degustacyjnych. Gastronomada jeździ po całej Francji w poszukiwaniu takiego to, a takiego dania tam, gdzie najlepiej się je przyrządza i spożywa razem z winem lub mocniejszymi trunkami pochodzącymi z tego samego regionu”. Opuszcza Paryża „na trzy czy cztery miesiące w roku, aby wizytować swoje księstwo. Jestem żarliwym i zdeterminowanym gastronomadą”.

### Legenda o powstaniu tarty tatin
Za sprawą wydanej w 1926 r. książki La France Gastronomique. L’Orléanais, w której opublikował przepis na tartę sióstr Tatin, Curnonsky przyczynił się do spopularyzowania tego lokalnego deseru w całej Francji. Przypisuje się mu także autorstwo słynnej historii o niezdarności jednej z sióstr, która miała upiec ciasto na niewłaściwej stronie. W publikacjach Curnonsky’ego brak jednak odniesień do legendy o przypadkowych okolicznościach powstania przepisu.

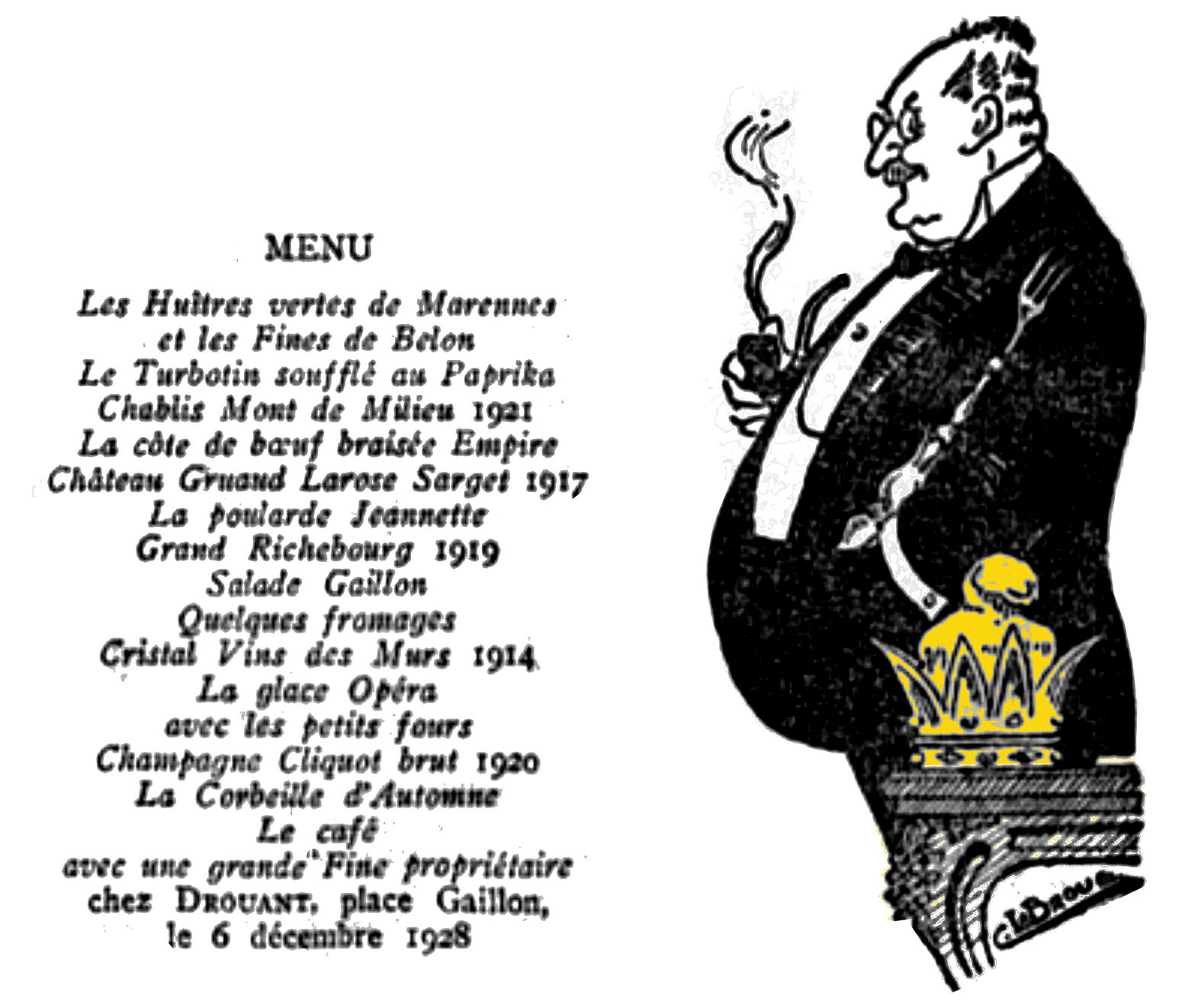
Curnonsky i menu dorocznej kolacji organizowanej przez Association des Gastronomes Régionalistes w grudniu 1928 w restauracji Drouant

### Tytuły i zaszczytne funkcje
W biografii Curnonsky’ego Simon Arbellot wymienia następujące tytuły i godności:
Książę gastronomów
Prezes założyciel Académie des gastronomes
Założyciel i sekretarz wieczysty Académie des psychologues du goût (1924)
Prezes przyjaciół Cuisine et Vins de France
Członek honorowy Club des Purs-Cent
Członek założyciel Club royal des gastronomes de Belgique
Członek założyciel, a potem prezes Académie de l’Humour (1923)
Członek założyciel Dîner du 15
Członek założyciel Dîner de Paris
Prezes stowarzyszenia Grand Perdreau
Prezes Dîner de la Pipe
Dziekan Absolwentów wrestauracji Maxim’s (1892)
Wielki oficer bractwa Chevaliers du Tastevin
Członek Club des Cent
Członek Association des Gastronomes régionalistes
Członek Académie des Vins
Członek Dîner du 14
Członek Déjeuner du 28
Członek bractwa Jurade de Saint Emillion
Członek bractwa Connétablie de Guyenne
Członek bractwa Sacavin
Członek Klubu Prosper Montagné
Członek grupy Touristes gastronomes Kléber Colombes
Członek bractwa Saint Etienne d’Alsace
Członek Bractwa Verte Marennes
Członek bractwa Ordre du Franc Pinot
Członek Alambics Charentais
Członek stowarzyszenia La Belle Table

### Tytuły honorowe
Kawaler Legii Honorowej (1 sierpnia 1928)
Oficer Legii Honorowej (10 listopada 1938)

### Cytaty i aforyzmy
Według Simona Arbellota Curnonsky był pomysłodawcą nazwy Bibendum nadanej ludzikowi Michelina w 1907 r. Nie ma co do tego pewności, aczkolwiek znany jest fakt, że od 25 listopada 1907 r. do lipca 1914 r. Curnonsky prowadził rubrykę Les lundis de Michelin w Le Journal i Les Sports.
„Im jestem starszy, tym bardziej lubię młodość, młode wina, nowalijki, świeżą dziczyznę…”
„Smakowanie, tak jak miłość, zaczyna się od oczu. Nie ma degustacji bez pieszczotliwego spojrzenia” aforyzm zaczerpnięty z Louisa Foresta.
„Nie chodzę do restauracji po to, żeby jeść zasłony” (tzn. nie chodzi się do restauracji, by tylko podziwiać jej wystrój; fraza przypisywana Curnonsky’emu).
„W kuchni podobnie jak w sztuce prostota jest oznaką doskonałości”.
„Piątka Curnonsky’ego” – jego pięć ulubionych białych win: Château-Grillet, Coulée-de-Serrant, Montrachet, Château-Chalon i Yquem.